# UPるんチャン
UPるんチャン（アップるんチャン）とは、岐阜放送（ぎふチャン）のマスコットキャラクターである。

## 概要
2011年7月24日のアナログ放送終了および地上デジタル放送完全移行に伴い、これまでの「はちゃ丸」に代わる、ぎふチャンのマスコットキャラクターとして登場した。
魔法使いの女の子という設定で、リンゴとイチゴを模した衣裳にぎふチャンのデジタル放送におけるチャンネル番号である「8」を横に倒した「∞（無限）」のマークを模した魔法のステッキを持っている。
これまでイベントなどに際し、着ぐるみとして様々な形で登場した。また、ぎふチャンのホームページにはUPるんチャンのブログがあり、UPるんチャンが遊びに来た報告が掲載されていた。
オリジナルCMが制作されたこともあるほか、オリジナルグッズ（Tシャツ、キーホルダー、UPるん茶、UPるんるんジェリー（ゼリー）など）が販売された。その他、開局50年（2012年12月24日）のメイン事業としてスタートした『UPるんチャン募金』は、「支援を続けること」「震災に学び防災に取り組むこと」を基本方針とし、募金活動を続けている。

## プロフィール
出典:
- 誕生日：リンゴ歴イチゴ年7月24日
- 特技：魔法（50種類の魔法が使える）
- 出身地：ブリッジブックタウン（ぎふチャンの本社所在地・岐阜県岐阜市橋本町から）
- 特徴：岐阜県の特産品・飛騨のリンゴと、美濃のイチゴから生まれた。名前のUPには、元気アップの願いも込められている。動くと『ぷるん ぷるん☆』と音がする。

## テレビ番組
あなたの街のUPるんチャンガイド
- 放送時間:金曜 22:57 - 23:00
- 過去の放送時間:木曜・金曜 22:57 - 23:00、木曜 23:03 - 23:06

『あなたの街のUPるんチャンガイド』（あなたのまちのあっぷるんちゃんがいど）は、岐阜県内の企業・会社のCMを流す告知番組。UPるんチャンと『「あなたの街のUPるんチャンガイド」始まるよ～』というテロップ、男性アナウンサーのナレーションの後、告知が連続で流れる。
発信!UPるんチャン
- 放送時間:月曜日 - 金曜日 18:15 - 18:20、木曜（水曜深夜）1:35 - 1:40
- 過去の放送時間:月曜日 - 金曜日 16:50 - 16:54、土曜 16:55 - 17:00、日曜 20:57 - 21:00、金曜 17:55 - 18:00、月曜日 - 水曜日 18:15 - 18:20

『発信!UPるんチャン』（はっしん!あっぷるんちゃん）は、ぎふチャン主催のイベントを盛り込みつつ、テレビ東京系列の番組宣伝を行う告知番組。